# Sapromyza picrula
Sapromyza picrula är en tvåvingeart som beskrevs av Samuel Wendell Williston  1897. Sapromyza picrula ingår i släktet Sapromyza och familjen lövflugor. Inga underarter finns listade i Catalogue of Life.